# Андрияновский (Орловская область)
Андрия́новский — посёлок в Дмитровском районе Орловской области. Входит в состав Друженского сельского поселения.

## География
Расположен в 7 км к северу от Дмитровска на левом берегу реки Малая Локна. К востоку от посёлка находится урочище «Дружно», к северу — Волконская школа. Высота населённого пункта над уровнем моря — 241 м.

## История
В 1926 году в посёлке было 15 хозяйств крестьянского типа, проживало 67 человек (28 мужского пола и 39 женского). В то время Андрияновский входил в состав Волконского сельсовета Волконской волости Дмитровского уезда. С 1928 года в составе Дмитровского района. После упразднения Волконского сельсовета Андрияновский вошёл в состав Рублинского сельсовета. В 1937 году в посёлке было 14 дворов. Во время Великой Отечественной войны, с октября 1941 года по август 1943 года, находился в зоне немецко-фашистской оккупации. К началу 2000-х годов Рублинский сельсовет был упразднён и Андрияновский вошёл в состав Друженского сельсовета.

## Население
| 1926 | 1979 | 2002 | 2010 |
| ---- | ---- | ---- | ---- |
| 67   | ↘35  | ↘9   | ↘5   |